# FIAPF
FIAPF – Fédération Internationale des Associations de Producteurs de Films (pol.: Międzynarodowe Stowarzyszenie Federacji Producentów Filmowych) – organizacja z siedzibą w Paryżu, założona w 1933 roku, zrzeszająca 38 członków z 31 krajów z 5 kontynentów. Do zadań organizacji należy m.in. nadawanie festiwalom statusów.

## Lista członków
- Asociación General de Productores Cinematográficos
- Instituto Nacional de Cine y Artes Visuales
- Fachverband der Film and Musikindustrie
- Vlaamse Onafhankelijke Film & Televisie Producenten v.z.w. (V.O.F.T.P.)
- Canadian Media Production Association
- China Film Producers' Association
- Croatian Producers Association (HRUP)
- Audiovisual Producers' Association
- Danish Producers Association
- Egyptian Chamber of Cinema Industry
- Estonian National Producers Union (ERPÜ)
- Suomen Elokuvatuottajien Keskusliitto
- Verband Deutscher Filmproduzenten Ev
- Allianz Deutscher Produzenten – Film & Fernsehen e.V.
- Association of Icelandic Films Producers
- Magyar Audiovizualis Producerek Szovetsege – MAPSZ
- Film Federation of India
- National Film Development Corporation Ltd.
- The Iranian Alliance of Motion Picture Guilds – Khaneh Cinema
- Motion Picture Producers Association of Japan
- Film Producers Association of Latvia
- Association of Film Producers of Macedonia (MZFP Skopje)
- Film Producers Netherlands (FPN)
- Association of Nollywood Core Producers – ANCOP
- Screen Production and Development Association
- Norske Film and TV Produsenters Forening
- Film Producers Guild of Russia
- Association of Cinema and Television Producers
- Slovak Audiovisual Producers Association (SAPA)
- Federación de Asociaciones de Productores Audiovisuales de España
- Swedish Film & TV Producers Association
- Association Suisse des Producteurs de Films
- Film Yapimcilari Meslek Birligi – Fiyab
- Sinema Eseri Yapimcilari Meslek Birligi – Se-Yap
- Tesiyap Televizyon ve Sinema Film Yapimcilari Meslek Birligi
- The Association of Ukrainian Producers
- Producers Alliance for Cinema and Television (PACT)
- Independent Film & Television Alliance
- Motion Picture Association of America

## Festiwale akredytowane
Poniżej zamieszczono 15 najważniejszych festiwali zaliczanych do grupy „międzynarodowych festiwali konkursowych” (dawniej „kategoria A”).
- Międzynarodowy Festiwal Filmowy w Berlinie
- Międzynarodowy Festiwal Filmowy w Cannes
- Indyjski Międzynarodowy Festiwal Filmowy w Goa
- Międzynarodowy Festiwal Filmowy w Kairze
- Międzynarodowy Festiwal Filmowy w Karlowych Warach
- Międzynarodowy Festiwal Filmowy w Locarno
- Międzynarodowy Festiwal Filmowy w Mar del Plata
- Międzynarodowy Festiwal Filmowy w Montrealu
- Międzynarodowy Festiwal Filmowy w Moskwie
- Międzynarodowy Festiwal Filmowy w San Sebastián
- Międzynarodowy Festiwal Filmowy w Szanghaju
- Międzynarodowy Festiwal Filmowy Black Nights w Tallinnie
- Międzynarodowy Festiwal Filmowy w Tokio
- Międzynarodowy Festiwal Filmowy w Wenecji
- Międzynarodowy Festiwal Filmowy w Warszawie